# Trifaoui
Trifaoui (în arabă تريفاوى) este o comună din provincia El Oued, Algeria.
Populația comunei este de 8.257 de locuitori (2008).